# Redigobius balteatus
Redigobius balteatus és una espècie de peix de la família dels gòbids i de l'ordre dels perciformes.

## Morfologia
- Els mascles poden assolir 3,8 cm de longitud total.[1][2]

## Hàbitat
És un peix de clima tropical (25 °C-28 °C) i bentopelàgic.

## Distribució geogràfica
Es troba a Austràlia, Indonèsia, Madagascar, Malàisia, Mayotte, la Micronèsia, Moçambic, Nova Caledònia, Papua Nova Guinea, les Filipines i Sri Lanka.

## Observacions
És inofensiu per als humans.